# هیسر ادیشن (کالیفرنیا)
هیسر ادیشن (به انگلیسی: Heeser Addition) یک منطقهٔ مسکونی در ایالات متحده آمریکا است که در شهرستان مندوسینو، کالیفرنیا واقع شده‌است. هیسر ادیشن ۹۵ متر بالاتر از سطح دریا واقع شده‌است.